# Melanolophia nebularia
Melanolophia nebularia là một loài bướm đêm trong họ Geometridae.